# Chun In-soo
Chun In-soo (13 luglio 1965) è un ex arciere sudcoreano.

## Palmarès
- Giochi olimpici

Seoul 1988: oro nella gara a squadre.